# ميكولا تومينكو
ميكولا تومينكو (بالأوكرانية: Микола Володимирович Томенко) مواليد (1964 ديسمبر 11) وهو سياسي أوكراني. كان عضوًا في البرلمان الأوكراني، من عام 2006 حتى عام 2016. في عام2014 أصبح ميكولا تومينكو عضوًا في كتلة بترو بوروشينكو، التي انتخبه في البرلمان الأوكراني الثامن على قوائم حزبه خلال انتخابات 2014 البرلمانية الانتخابات. في 25 مارس 2016، أزال المؤتمر الحزبي لكتلة بترو بوروشينكو التفويض البرلماني لتومينكو باستخدام أحكام التفويض الإلزامي من الدستور الأوكراني. اعتبر هذا غير قانوني من قبل تومينكو. في 28 يوليو 2016، رفضت أعلى محكمة إدارية في أوكرانيا استئنافه لاستعادة مقعده البرلماني.

## السيرة الشخصية
ميكولا تومينكو (ولد في قرية مالي كانيفتسي، تشورنوباي رايون، حاليًا يسكن زولوتونوشا رايون، في تشيركاسي أوبلاست بأوكرانيا) هو أحد قدامى المحاربين القلائل في الحرب السوفيتية الأفغانية بين السياسيين الأوكرانيين. بين عامي 1983 و1985 خدم تومينكو خدمة التجنيد الزامي في القوات السوفيتية المحمولة جواً، ووصل إلى رتبة رقيب أثناء الحرب. في عام 1989، بعد خدمته العسكرية، تخرج ميكولا تومينكو من جامعة كييف وتخصص في التاريخ السياسي الأوكراني. بعد فترة وجيزة، في عام 1992، حصل على درجة الدكتوراه دافعًا عن أطروحته حول موضوع "قضية الدولة في برنامج ووثائق وأنشطة الأحزاب الحالية في أوكرانيا (التحليل التاريخي والسياسي). خلال سنوات دراسته، بعد أن كان ناشطًا في كومسومول في البداية، أصبح تومنكو فيما بعد البادئ في حل منظمة كومسومول المحلية. بدأ حياته المهنية في عام 1992 في معهد العمليات الوطنية والحكم الذاتي كرئيس لقسم العلوم السياسية. بين عامي 1992-1998 كان نائب رئيس مؤسسة "النظرة الأوكرانية"، ومدير معهد مجتمع ما بعد الشيوعية ومعهد السياسة (المدرجة في القائمة منظمات أبحاث سياسية غير حكومية). في الوقت نفسه واصل إلقاء محاضرات في التاريخ ودورات العلوم السياسية في جامعات كييف، وأصبح أخيرًا رئيس قسم علم السياسة في الجامعة الوطنية أكاديمية كييف الوطنية.[بحاجة لمصدر]

## الحياة السياسية
منتصف التسعينيات، بدأ تومينكو حياته السياسية كعضو في الاتحاد السياسي "My" (الأوكراني من أجلنا) - وهي مجموعة وطنية ليبرالية قريبة من حزب الإصلاح والنظام. في عام 1998 كان رقم 15 في القائمة الانتخابية لمرشحي البرلمان عن حزب الإصلاح والنظام، لكن الحزب لم يحصل على مقاعد في البرلمان. في عام 2002، تم انتخاب تومينكو عضوا في البرلمان على قائمة كتلة «أوكرانيا لدينا» (التي تضمنت حزب الإصلاح والنظام).
في أواخر عام 2005، ترك الحزب بسبب انقسام حول ما إذا كان سيدعم يوليا تيموشينكو أو الرئيس فيكتور يوشينكو (في ذلك الوقت اتهم بترو بوروشينكو وحلفاء يوشينكو الآخرين بالفساد)، وأصبح عضوًا في كتلة يوليا تيموشينكو. في عام 2006، تم انتخاب تومينكو لعضوية البرلمان الأوكراني على قائمة تلك الكتلة. تم وضع تومينكو في المرتبة 8 على القائمة الانتخابية Batkivshchina خلال الانتخابات البرلمانية الأوكرانية لعام 2012. أعيد انتخابه في البرلمان.
في الانتخابات البرلمانية الأوكرانية لعام 2014، أعيد انتخاب تومينكو في البرلمان بعد أن كان ضمن المراكز العشرة الأولى في القائمة الانتخابية لكتلة بترو بوروشينكو. في 25 ديسمبر 2015، ترك تومينكو الفصيل البرلماني للحزب. في 25 مارس 2016، سحب المؤتمر الحزبي لكتلة بترو بوروشنكو تفويضه البرلماني باستخدام أحكام التفويض الإلزامي في الدستور الأوكراني. اعتبر هذا غير قانوني من قبل تومينكو. في 28 يوليو 2016، رفضت أعلى محكمة إدارية في أوكرانيا استئنافه لاستعادة مقعده البرلماني. بعد إعلان دعمه لترشيح أناتولي هريتسينكو في الانتخابات الرئاسية الأوكرانية لعام 2019، أصبح تومينكو المشرف على إستراتيجية هريتسينكو الإعلامية في المقر الانتخابي لهريتسينكو.
في الانتخابات البرلمانية الأوكرانية في تموز (يوليو) 2019، تم وضع تومينكو في المراكز الخمسة الأولى ضمن المراكز العشرة الأولى في قائمة الحزب للوضع المدني. لكن الحزب لم يفز بأي مقاعد (فاز بنسبة 1.04% من الأصوات الوطنية وليس دائرة انتخابية واحدة).
تومينكو هو مرشح (وزعيم الحزب) لمجلس مدينة كييف وكان في نفس الوقت مرشحًا لمنصب عمدة كييف عن حزب «الأرض الأصلية» في انتخابات كييف المحلية لعام 2020. احتل المركز الثامن بأغلبية 15039 صوتًا. فشلت «الأرض الأصلية» أيضًا في الفوز بأي مقاعد في مجلس مدينة كييف. كان حزب «الأرض الأصلية» استمرارًا للمنظمة (المنشأة عام 2016) التي تحمل الاسم نفسه.